# Abbeyfeale

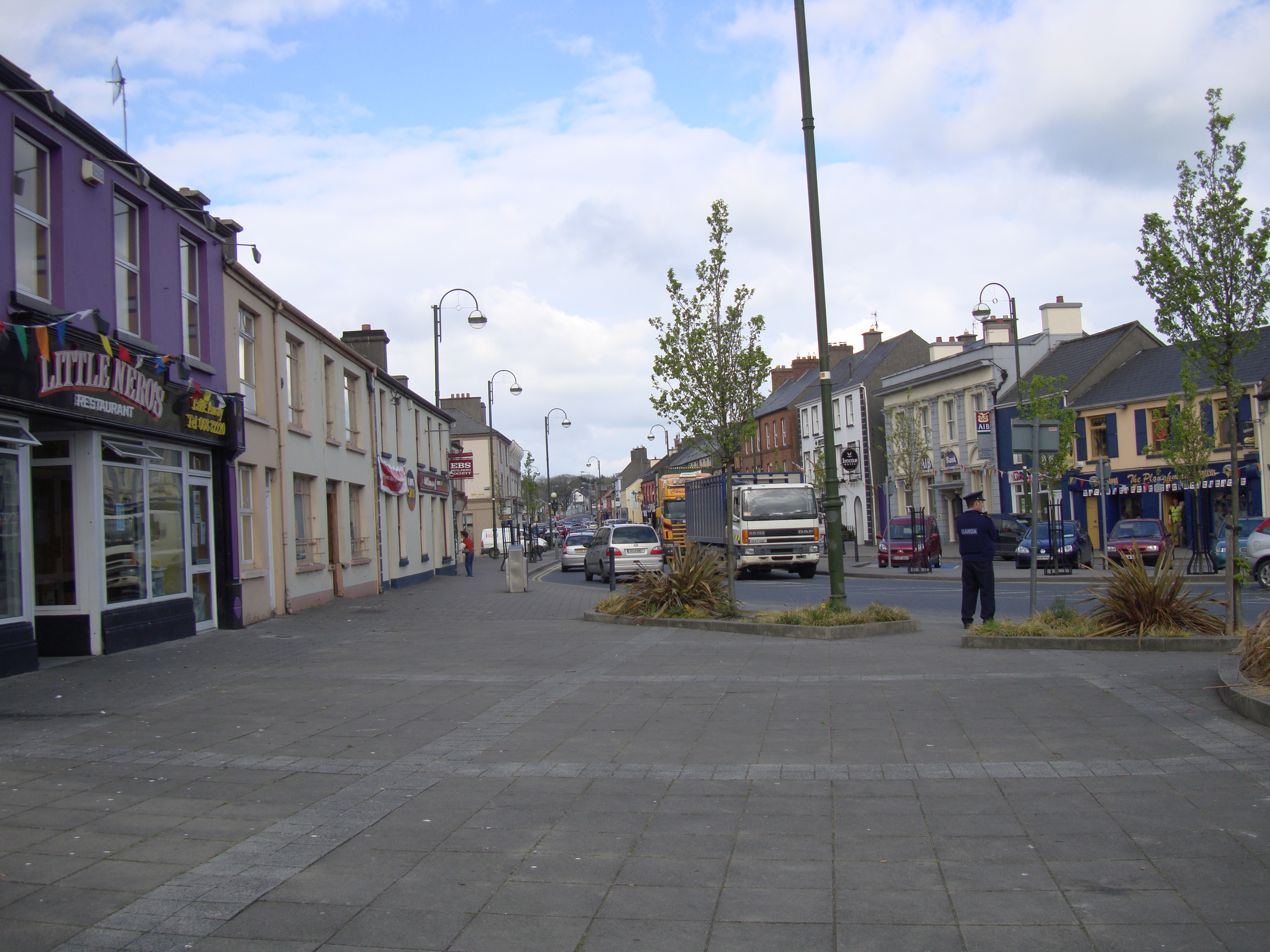
Abbeyfeale.

Abbeyfeale ([ˈæbifeɪl]; iriska: Mainistir na Féile) är en ort och en historisk handelsplats i grevskapet Limerick i Irland, belägen i närheten av gränsen till grevskapet Kerry. Orten ligger i den sydvästra delen av ön ungefär 21 kilometer från Newcastle West på vägen N21 mellan Limerick och Tralee. År 2016 hade orten 2 023 invånare.